# (318723) Bialas
(318723) Bialas est un astéroïde de la ceinture principale.

## Description
(318723) Bialas est un astéroïde de la ceinture principale. Il fut découvert le 8 septembre 2005 à Linz par Erich Meyer. Il présente une orbite caractérisée par un demi-grand axe de 2,70 UA, une excentricité de 0,08 et une inclinaison de 11,2° par rapport à l'écliptique.